# Francisco de las Casas
Francisco de las Casas y Saavedra (1461–1536) foi um conquistador espanhol no México e Honduras.

## Juventude
Francisco de las Casas nasceu em Trujillo, Espanha. Em 1513 las Casas casou-se com Maria de Aguilar, filha de Geronimo de Aguilar, e o casal vivia em Trujillo. Tiveram um filho, Gonzalo. Cortés refere-se a Francisco de las Casas como "mi primo" (meu primo) em sua quinta carta para a Coroa Espanhola. Maria também era prima de Cortés.

## A serviço de Hernán Cortés
Em outubro de 1522, o rei Carlos V nomeou Hernan Cortés como governador da Nova Espanha. Francisco de las Casas viajou com Rodrigo de Paz, levando essa notícia da Espanha para o México, passando por Cuba, onde eles pararam para notificar o inimigo político de Cortés, Diego Velázquez de Cuéllar. Eles chegaram a Cidade do México em 1523 e a notícia que trouxeram causou celebração. Cortés recompensou Francisco de las Casas nomeando-o capitão e dando-lhe a cidade de Yanhuitlan em encomienda. Francisco foi eleito Alcaide Maior da Cidade do México em 1524.

## Colônia de Honduras
Em janeiro de 1524, Cortés enviou o capitão Cristóbal de Olid para fundar uma colônia para ele em Honduras. Olid navegou com uma frota de vários navios e mais de 400 soldados e colonos. Seu primeiro destino foi Cuba, onde desembarcou para carregar os suprimentos que Cortés tinha preparado para ele, e onde o governador Velázquez o convenceu a reivindicar para si a colônia que havia fundado. Olid partiu de Cuba para a costa de Honduras, desembarcando em Triunfo de la Cruz onde ele inicialmente se fixou e se auto declarou governador.
Hernán Cortés, porém, em 1524, soube da insurreição de Olid e enviou seu primo, Francisco de las Casas, junto com alguns navios para
Honduras para destituir Olid e reivindicar a área para Cortés. Las Casas, contudo, perdeu a maioria de sua frota numa série de tempestades ao longo da costa de Belize e Honduras. Seus navios chegaram a baía em Trujillo, onde Olid havia estabelecido o seu quartel general.
Quando Las Casas chegou ao quartel general de Olid, uma grande parte do exército de Olid estava fora, enfrentando a ameaça de um grupo de espanhóis comandados por Gil González Dávila. Contudo, Olid decidiu lançar um ataque com duas caravelas. Las Casas revidou fogo e enviou grupos embarcados que capturaram os navios de Olid. Nessas circunstâncias, Olid propôs uma trégua que foi aceita por Las Casas, e este não desembarcou seus homens. Durante a noite, uma forte tempestade destruiu sua frota e cerca de um terço de seus homens morreu. Os que sobreviveram foram feitos prisioneiros após dois dias de cerco e sem comida. Após serem forçados a jurar lealdade a Olid, eles foram libertados. Porém, Las Casas foi mantido prisioneiro e logo se uniu a González, que tinha sido capturado pelos homens de Olid em terra.
Registros espanhóis contam duas histórias diferentes sobre o que aconteceu em seguida. Em uma versão, os homens de Olid rebelaram-se e juraram fidelidade a Las Casas, e Olid foi julgado e decapitado em Trujillo. Em outra versão, Olid escapa e se refugia em Naco, onde Las Casas o encontra e o mata em uma briga de faca.
Nesse meio tempo, Cortés tinha marchado por terra desde o México até Honduras, chegando em 1525. Cortés ordenou a fundação de duas cidades, Nuestra Señora de la Navidad, perto da moderna Puerto Cortés, e Trujillo, e nomeou Francisco de las Casas Governador. No entanto, ambos las Casas e Cortés navegaram de volta para o México antes do final de 1525, onde Francisco foi preso e enviado de volta à Espanha como um prisioneiro por Estrada e Alboronoz. Francisco voltou para o México em 1527, e retornou novamente para a Espanha com Cortés em 1528.

## Últimos anos
Diz-se que, em Yanhuitlan, Cortés deu a Maria de Aguilar, esposa de Francisco, as sementes de amoreiras para iniciar a indústria da seda pela qual Yanhuitlan tornou-se famosa no período colonial. Em 1567, Francisco contratou o pintor Andrés de Concha para pintar as imagens do retábulo na igreja de Yanhuitlan, Oaxaca, sua encomienda.